# Vážná hudba (album)
Vážná hudba je album pražské hip hopové skupiny Prago Union. Album bylo vydáno 14. června 2013.

## Tracklist
- Jessli Dovolíte...
- Naodpis
- Rapvi3m
- Spíš Ne
- Beat Navíc I
- Kata-Rze
- Recept
- Situace (Sekerou Okna Neumyješ)
- Klobouk Dolu
- G.P.S. (Gde'Pa'Si)
- Maro-Tse-Tung
- Ona Mi, Tsunami
- Taková Doba
- Záložka
- Kramle
- Beat Navíc II
- Konec Stop
- Rolák
- Kdo S Koho
- Beat Navíc III
- Otázky?